# 핑커톤
핑커톤 전미탐정사무소(Pinkerton National Detective Agency)는 1850년 앨런 핑커톤이 창립한 사립 탐정 업체이자 사설 경비업체이며 민간 군사업체로 시작했다. 현재는 스웨덴의 세쿠리타스 AB의 자회사이다.
창립자 앨런 핑커톤은 1861년 링컨 암살 미수 사건(볼티모어 음모 사건) 당시 사건 해결에 큰 역할을 했고, 이로 인해 링컨이 미국 내전 당시 개인 경호를 위해 핑커톤의 요원들을 고용하면서 명성을 얻었다. 전쟁 이후, 핑커톤 사는 주로 서부로 향하는 도망자, 무법자, 갱 등을 추적해서 보안관에게 넘기는 식으로, 일종의 사설 경찰 역할을 수행했다. 이 과정에서 핑커톤은 탐정 업무를 기업화하고 자본화하는 데 성공했으며, 다른 한편으로 전문 수사를 도입하기 시작했다.
핑커톤 요원들은 단순 경호에서 용병 노릇까지 다양한 일을 했다. 핑커톤은 그 전성기에는 세계에서 가장 거대한 사설 법 집행 기관이었으며, 1890년대 초에는 미육군 장병 수보다 핑커톤 요원 수가 더 많다는 말도 있었다.
19세기 말에서 20세기 초까지 미국의 자본가들은 핑커톤 사무소 요원들을 고용하여 상품 경비 같은 일반 업무는 물론 파업을 진압하고 노동조합원으로 의심되는 직원을 쫓아내며 때로는 노동자 내부에 프락치로 잠입시키는 등 용역 깡패와 같이 사용했다.
대표적 사건이 1892년 홈스티드 파업 사건이다. 이때 핑커톤 요원들은 앤드루 카네기의 대리인 헨리 클레이 프리크의 호출을 받고 파업에 참여하지 않는 노동자를 보호하는 구사대로 투입되었다. 격렬한 싸움 끝에 핑커톤 요원 일곱 명과 철강노동자 아홉 명이 사망했다. 그 외에도 핑커톤은 일리노이, 미시간, 뉴욕, 펜실베이니아, 웨스트버지니아 등지의 석탄, 금속, 벌목 분쟁지의 경비 노릇을 했고, 1877년 철도 대파업과 미국 내전 이후 최대의 노동자 봉기였던 1921년 블레어산 전투에도 투입되었다.
오늘날 핑커톤은 스웨덴의 경비업체 세쿠리타스 AB의 자회사가 되어 “주식회사 핑커톤 컨설팅 및 수사 d.b.a. 핑커톤 기업 위기 관리”라는 이름을 달고 있다. 과거의 정부 용역 부서였던 PGS는 현재 주식회사 세쿠리타스 중요 기반 시설 용역(Securitas Critical Infrastructure Services, Inc.)으로 전환되었다.
하드보일드 작가 대실 해밋은 핑커톤 탐정사무소 출신 작가로, 그의 작품에 등장하는 탐정들 역시 자비심 없는 미국적 마초의 전형을 보여 준다.

## 같이 보기
- 콜로라도 노동전쟁
- 대실 해밋
- 세계산업노동자연맹